# オアシス (2002年の映画)
『オアシス』（原題：오아시스）は、2002年公開の韓国映画。監督・脚本はイ・チャンドン（李蒼東）、主演はソル・ギョング。社会に馴染めないまま30歳を目前に出所してきたある青年と、脳性麻痺で体の不自由な女性との特異ながら純粋な恋愛と、周囲に理解されないその行方を描く。
2002年韓国MBC映画賞で最優秀作品賞、監督賞、脚本・脚色賞、主演男優賞、主演女優賞、新人女優賞を獲得。同年の第59回ヴェネツィア国際映画祭において、監督賞、新人演技賞、国際批評家協会賞などを受賞するなど高く評価された。

## あらすじ
29歳だが社会的不適合者で何かと問題を起こすホン・ジョンドゥは、ひき逃げによる過失致死で2年6か月の刑期を終え出所した。自分の冬服よりも母への土産のブラウスを買い、ソウルの実家に戻ったが、家族は転居し居所も分からない。無銭飲食で逮捕されたジョンドゥを弟のジョンセが迎えに来たが、家族は誰も彼との再会を喜ばなかった。
2日後、ひき逃げで死なせた男の遺族に挨拶しようと、郊外のアパートを訪ねるジョンドゥ。あまりの無神経ぶりに怒り、追い返す息子夫婦。息子らは引っ越しの最中だったが、脳性麻痺で四肢が硬直し会話も不自由な妹のハン・コンジュが古いアパートに置き去りにされるのを目撃し、たまらなく気になるジョンドゥ。
中華料理店の出前の職を得るジョンドゥ。配達に無駄に時間を費やし、閉店した店から締め出されたジョンドゥは、出前のオートバイでコンジュのアパートに向かった。部屋を訪ねることは出来ずにソウルに戻る途中で転倒し、どこまで出前に行ったのだと兄夫婦を呆れさせるジョンドゥ。
翌朝、花束を持ってコンジュの家へ行くジョンドゥ。コンジュの世話を任されている隣家の主婦が隠し場所から鍵を出すのを見たジョンドゥは、コンジュの部屋に忍び込んだ。コンジュに好意は持っているが、強姦未遂の前科がある社会的不適合者として、襲いかかるしか術を知らないジョンドゥ。必死の抵抗と緊張のあまり身体が硬直するコンジュ。慌てたジョンドゥはシャワーの水で彼女を蘇生させ、退散した。
コンジュの兄夫婦は、コンジュの名義で小綺麗な障害者専用の住宅に入居しながら、コンジュは古いアパートに残し、隣家の主婦に金を渡して世話を任せていた。行政の検査がある時だけコンジュを連れて行き同居を装う兄夫婦。検査が終わりアパートに戻されたコンジュは、寂しさから、ジョンドゥが残していった電話番号に電話をかけて、不自由な発声ながら彼を呼び出した。
コンジュが朝鮮語で公主（＝「お姫様」の意味）と同じ音であることから、コンジュを姫君扱いするジョンドゥ。そんなジョンドゥに心を開き、ジョンドゥを先祖になぞらえて「将軍」と呼ぶようになるコンジュ。頻繁にコンジュのアパートを訪ね、洗濯まで手伝うが、身体には手を出さないジョンドゥ。部屋に掛けられた「オアシス」というタイトルのタペストリーに、夜間、窓の外の木の影が黒く映るのが怖いと打ち明けるコンジュ。
兄の財布から金を盗み、コンジュを車椅子に乗せて、電車でソウルに連れて来るジョンドゥ。デートの最中に、幻想として健常者になり、歌い踊るコンジュ。兄の自動車修理工場から客の車を持ち出してコンジュを送ったが、夜間に客が車を引き取りに来て発覚し、兄からお仕置きを受けるジョンドゥ。
母親の誕生日会で一族が宴会場に集まる日、ご馳走したい一心でコンジュを連れて行くジョンドゥ。ひき逃げで死なせた男の娘だと聞いて顔色を変える兄と弟。実はひき逃げを犯したのは兄のジョンイルで、ジョンドゥは兄のために自分から身代わりを申し出て服役したのだった。しかし、連れて帰れと言われても不都合な理由が理解できず苛立つジョンイル。
ジョンイルにアパートまで連れ帰られ、その夜、合意の上で結ばれるコンジュ。だが、兄夫婦がアパートを訪ね、ベッドの2人を見つけてしまった。逮捕されるジョンイル。コンジュも警察署に呼ばれたが、緊張と興奮で真相を話すことが出来ないまま連れ帰られた。
手錠を外された隙を突いて警察署から逃げ出すジョンイル。途中で女性を襲って携帯電話を奪ったが、コンジュへの連絡は兄夫婦に阻止され、警察の追手が迫って来た。
アパートで寝かされていたコンジュが騒ぎに気づいて窓を開けると、アパートの前の木に登ったジョンイルが、彼女の怖がった影を作る枝を全て切り落としていた。大声で話せないためにラジオを大音量でかけて、連行されるジョンイルを見送るコンジュ。ジョンイルは刑務所に収監されたがコンジュに手紙を書き、コンジュもアパートでジョンイルの出所を待ち続けた。

## キャスト
- ホン・ジョンドゥ：ソル・ギョング
- ハン・コンジュ：ムン・ソリ
- ホン・ジョンイル：アン・ネサン
- ホン・ジョンセ：リュ・スンファン
- ハン・サンシク（コンジュの兄）：ソン・ビョンホ
- ジョンイルの妻：チュ・グィジョン
- サンシクの妻：ユン・ガヒョン
- 隣家の女性：パク・ミョンシン

## エピソード
- 出所したジョンドゥが小さな食料品店の店先で豆腐にかぶりつく場面があるが、これは韓国の風習で刑期を終えて出てきた人間が、身も心も潔白になるようにと白いもの（豆腐や牛乳）を食することによるものである。本来なら迎え出る人間が用意しておくものだが、ジョンドゥは誰にも迎えに来てもらえなかったため自ら買って食べた。
- 映画の中で、二人でのドライブ中に渋滞に巻き込まれたジョンドゥがコンジュの体を抱えあげ、車の外に出て踊る場面は、ソウル市内の清渓川高架道路で行われた。エキストラとして、同じイ・チャンドン監督、ソル・ギョング主演による映画『ペパーミント・キャンディー』のファンクラブのメンバーが百台近くの車で集まり監督の指示に従って、高架道路の交通を遮断して撮影が行われたという。その後、この高架道路は撤去され、現在は親水施設が造設されて市民の憩いの場となっている。
- 仲野太賀に勧められて見た菅田将暉が、その後自分の役者としての演技に大きな影響を与えられた一本にあげている。